# Víctor Hugo López (fútbol de playa)
Víctor Hugo López es un jugador de fútbol playa mexicano. 

## Participaciones en Campeonato de Fútbol Playa de Concacaf
| Copa                                           | Sede   | Resultado    | Partidos | Goles |
| ---------------------------------------------- | ------ | ------------ | -------- | ----- |
| Campeonato de Fútbol Playa de Concacaf de 2009 | México | Tercer lugar | 4        | 0     |
| Campeonato de Fútbol Playa de Concacaf de 2010 | México | Campeón      | 5        | 2     |